# Iso Karsikkojärvi
Iso Karsikkojärvi är en sjö i Haparanda kommun i Norrbotten och ingår i Torneälven-Keräsjokis kustområde. Sjön har en area på 1,73 kvadratkilometer och ligger 45 meter över havet. Sjön avvattnas av vattendraget Vuononoja.

## Delavrinningsområde
Iso Karsikkojärvi ingår i det delavrinningsområde (733580-187044) som SMHI kallar för Utloppet av Iso Karsikkojärvi. Medelhöjden är 50 meter över havet och ytan är 8,54 kvadratkilometer. Det finns inga avrinningsområden uppströms utan avrinningsområdet är högsta punkten. Avrinningsområdets utflöde Vuononoja mynnar i havet. Avrinningsområdet består mestadels av skog (55 procent) och sankmarker (15 procent). Avrinningsområdet har 2,41 kvadratkilometer vattenytor vilket ger det en sjöprocent på 28,2 procent.